# Lista de canções gravadas por Trazendo a Arca
Essa é a lista de canções lançadas ou interpretadas oficialmente pela banda brasileira de música cristã Trazendo a Arca, fundada em 2002, na cidade de Nova Iguaçu. Poucas modificações ocorreram desde a sua formação inicial, somente na entrada de Isaac Ramos e na saída de Davi Sacer, Verônica Sacer e Ronald Fonseca.
O Trazendo a Arca alcançou notoriedade nacional desde com o primeiro álbum lançado pelos seus membros no Toque no Altar, sendo um dos mais elogiados no ano do segmento. Além do sucesso com o público e da crítica, a banda foi a mais indicada no Troféu Talento em 2005, vencendo na categoria Música do ano com o hit "Restitui". Na mesma categoria do prêmio o grupo venceu mais três vezes consecutivas, com "Deus de Promessas" (2006), "Olha pra Mim" (2007) e "Marca da Promessa" (2008). Em 2011, o grupo recebeu uma indicação ao Troféu Promessas com "Entre a Fé e a Razão".
A maior parte das canções da banda são de autoria de Luiz Arcanjo e Davi Sacer em parceria com Ronald Fonseca e Deco Rodrigues. As letras e arranjos de grande parte delas recebem elogios da crítica especializada.

## Canções gravadas pelo Trazendo a Arca
| Ano  | Canção                           | Compositor(es)                                   | Álbum                         | Refs.  |
| ---- | -------------------------------- | ------------------------------------------------ | ----------------------------- | ------ |
| 2012 | "A Bênção de José"               | Luiz Arcanjo, Ronald Fonseca                     | Na Casa dos Profetas          | [ 5 ]  |
| 2003 | "Abro mão"                       | Luiz                                             | Toque no Altar                | [ 6 ]  |
| 2010 | "Acende a Chama"                 | Luiz, Ronald                                     | Entre a Fé e a Razão          | [ 7 ]  |
| 2015 | "Adorai"                         | Luiz                                             | Habito no Abrigo              | [ 8 ]  |
| 2003 | "Aleluia, Hosana"                | Davi Sacer                                       | Toque no Altar                | [ 6 ]  |
| 2009 | "Aquele que Habita"              | Livingston Farias                                | Salmos e Cânticos Espirituais | [ 9 ]  |
| 2015 | "Até que os Reinos"              | Deco Rodrigues, Luiz                             | Habito no Abrigo              | [ 8 ]  |
| 2015 | "Batizará"                       | Luiz                                             | Habito no Abrigo              | [ 8 ]  |
| 2005 | "Bendito eu Serei"               | Davi, Ronald, Verônica Sacer                     | Deus de Promessas             | [ 10 ] |
| 2003 | "Bendito Serás"                  | Davi, Luiz, Deco                                 | Restituição                   | [ 11 ] |
| 2003 | "Caminhando Estou"               | Luiz, David Cerqueira                            | Restituição                   | [ 11 ] |
| 2009 | "Caminho de Milagres"            | Davi, Luiz, Ronald e Aline Barros                | Pra Tocar no Manto            | [ 12 ] |
| 2012 | "Canção pra Tua Glória"          | Ronald, Luiz                                     | Na Casa dos Profetas          | [ 5 ]  |
| 2006 | "Cântico de Davi"                | Luiz                                             | Olha pra Mim                  | [ 13 ] |
| 2010 | "Casa do Oleiro"                 | Luiz                                             | Entre a Fé e a Razão          | [ 7 ]  |
| 2003 | "Celebrando a Colheita"          | Paulinho Daniel, Davi, Luiz                      | Restituição                   | [ 11 ] |
| 2012 | "Celebrai"                       | Ronald, Luiz                                     | Na Casa dos Profetas          | [ 5 ]  |
| 2007 | "Celebre"                        | Davi, Ronald, Deco                               | Marca da Promessa             | [ 14 ] |
| 2005 | "Cidadão dos Céus"               | Davi, Ronald, Verônica                           | Deus de Promessas             | [ 10 ] |
| 2009 | "Contigo Habitarei"              | Davi, Jamba                                      | Salmos e Cânticos Espirituais | [ 9 ]  |
| 2006 | "Correndo pros Teus Braços"      | Luiz, Davi e Deco                                | Olha pra Mim                  | [ 13 ] |
| 2009 | "Cruz"                           | Ronald, Luiz e Kleber Lucas                      | Pra Tocar no Manto            | [ 12 ] |
| 2005 | "Desejo do Meu Coração"          | Davi, Ronald, Verônica                           | Deus de Promessas             | [ 10 ] |
| 2010 | "Desceu"                         | Luiz, Ronald, Deco                               | Entre a Fé e a Razão          | [ 7 ]  |
| 2007 | "Desperta-me"                    | Davi, Luiz, Deco                                 | Marca da Promessa             | [ 14 ] |
| 2005 | "Deus de Promessas"              | Davi, Ronald, Verônica                           | Deus de Promessas             | [ 10 ] |
| 2007 | "Dizem"                          | Ronald, Deco, Luiz                               | Marca da Promessa             | [ 14 ] |
| 2009 | "Dono das Estrelas"              | Luiz, Davi, Ronald                               | Pra Tocar no Manto            | [ 12 ] |
| 2009 | "Em Ti Esperarei"                | Luiz, Davi                                       | Salmos e Cânticos Espirituais | [ 9 ]  |
| 2006 | "Em Toda a Terra"                | Luiz, Davi, Deco                                 | Olha pra Mim                  | [ 13 ] |
| 2010 | "Entre a Fé e a Razão"           | Ronald, Luiz                                     | Entre a Fé e a Razão          | [ 7 ]  |
| 2015 | "Estações"                       | Deco, Luiz                                       | Habito no Abrigo              | [ 8 ]  |
| 2012 | "Fala Comigo"                    | Luiz, Ronald                                     | Na Casa dos Profetas          | [ 5 ]  |
| 2003 | "Faz Chover"                     | Michael Faron / Vs. David Cerqueira, Davi e Luiz | Toque no Altar                | [ 6 ]  |
| 2012 | "Graça"                          | Luiz                                             | Na Casa dos Profetas          | [ 5 ]  |
| 2005 | "Graças"                         | Davi, Ronald, Verônica                           | Deus de Promessas             | [ 10 ] |
| 2010 | "Grande Deus"                    | Ronald, Luiz                                     | Entre a Fé e a Razão          | [ 7 ]  |
| 2015 | "Habito no Abrigo"               | Julio Melgar                                     | Habito no Abrigo              | [ 8 ]  |
| 2012 | "Isaías 45"                      | Luiz                                             | Na Casa dos Profetas          | [ 5 ]  |
| 2012 | "Kabod"                          | Luiz                                             | Na Casa dos Profetas          | [ 5 ]  |
| 2006 | "Lembra Senhor"                  | Deco, Luiz, Davi                                 | Olha pra Mim                  | [ 13 ] |
| 2003 | "Leva-me Além"                   | Ronald                                           | Toque no Altar                | [ 6 ]  |
| 2015 | "Levanta e Anda"                 | Deco, Luiz                                       | Habito no Abrigo              | [ 8 ]  |
| 2012 | "Magnífico Deus"                 | Juan Carlos Alvarado, Luiz, Davi                 | Na Casa dos Profetas          | [ 5 ]  |
| 2003 | "Mais"                           | Davi, Luiz                                       | Restituição                   | [ 11 ] |
| 2003 | "Manancial de Águas Vivas"       | Davi, Luiz                                       | Restituição                   | [ 11 ] |
| 2007 | "Marca da Promessa"              | Davi, Luiz, Ronald, Deco                         | Marca da Promessa             | [ 14 ] |
| 2006 | "Me Arrebataste"                 | Luiz, Davi, Deco                                 | Olha pra Mim                  | [ 13 ] |
| 2009 | "Me Levanta com Tua Destra"      | Ronald                                           | Salmos e Cânticos Espirituais | [ 9 ]  |
| 2007 | "Me Rendo"                       | Davi, Ronald                                     | Ao Vivo no Japão              | [ 15 ] |
| 2003 | "Meu Amado"                      | Luiz, Davi, Ronald                               | Toque no Altar                | [ 6 ]  |
| 2023 | "Meu Maior Desejo"               | Geferson Kleiton, Bob Jonathan, Juliana Oliveira | 20 Anos de Adoração           | [ 16 ] |
| 2003 | "Meu Melhor"                     | Ronald                                           | Toque no Altar                | [ 6 ]  |
| 2015 | "Meu Redentor Vive"              | Deco, Luiz                                       | Habito no Abrigo              | [ 8 ]  |
| 2012 | "Minha Inspiração"               | Marcos Brunet                                    | Na Casa dos Profetas          | [ 5 ]  |
| 2015 | "Minhas Fontes Estão em Ti"      | Deco, Luiz                                       | Habito no Abrigo              | [ 8 ]  |
| 2007 | "Muda-me"                        | Davi, Luiz, Ronald, Deco                         | Marca da Promessa             | [ 14 ] |
| 2012 | "Na Casa dos Profetas"           | Luiz, Ronald                                     | Na Casa dos Profetas          | [ 5 ]  |
| 2003 | "Não Tenho Outro Bem"            | Luiz, Davi, David Cerqueira                      | Toque no Altar                | [ 6 ]  |
| 2003 | "Não ficarão"                    | Davi, Luiz                                       | Restituição                   | [ 11 ] |
| 2007 | "Não Vou Desistir"               | Davi, Luiz                                       | Marca da Promessa             | [ 14 ] |
| 2010 | "Nosso Deus"                     | Luiz, Ronald                                     | Entre e Fé e a Razão          | [ 7 ]  |
| 2009 | "Nosso Deus é Santo"             | Jamba, Luiz, Davi                                | Salmos e Cânticos Espirituais | [ 9 ]  |
| 2012 | "Nós Queremos Trazer a Tua Arca" |                                                  | Na Casa dos Profetas          | [ 5 ]  |
| 2006 | "Novas Águas"                    | Luiz                                             | Deus de Promessas Ao Vivo     | [ 17 ] |
| 2006 | "O Chão Vai Tremer"              | Luiz, Davi                                       | Olha pra Mim                  | [ 13 ] |
| 2003 | "O Melhor está por Vir"          | Davi, Ronald                                     | Restituição                   | [ 11 ] |
| 2010 | "O Nardo"                        | Ronald, Luiz                                     | Entre a Fé e a Razão          | [ 7 ]  |
| 2006 | "O que Dizer"                    | Luiz, Davi                                       | Olha pra Mim                  | [ 13 ] |
| 2015 | "O Senhor É Bom"                 | Deco, Luiz                                       | Habito no Abrigo              | [ 8 ]  |
| 2006 | "Olha pra Mim"                   | Luiz, Davi                                       | Olha pra Mim                  | [ 13 ] |
| 2009 | "Ouve Oh! Deus"                  | Luiz, Davi, Deco                                 | Salmos e Cânticos Espirituais | [ 9 ]  |
| 2009 | "Perdoa"                         | Luiz                                             | Pra Tocar no Manto            | [ 12 ] |
| 2009 | "Por que Te Abates"              | Luiz, Davi                                       | Salmos e Cânticos Espirituais | [ 9 ]  |
| 2009 | "Pra Tocar no Manto"             | Luiz                                             | Pra Tocar no Manto            | [ 12 ] |
| 2009 | "Preparado Está"                 | Luiz, Davi, Deco                                 | Salmos e Cânticos Espirituais | [ 9 ]  |
| 2015 | "Purifica"                       | Luiz                                             | Habito no Abrigo              | [ 8 ]  |
| 2010 | "Quando a Nuvem Move"            | Luiz                                             | Entre a Fé e a Razão          | [ 7 ]  |
| 2015 | "Quão Grande É o Nosso Deus"     | Deco, Luiz                                       | Habito no Abrigo              | [ 8 ]  |
| 2009 | "Quem é Você"                    | Luiz                                             | Pra Tocar no Manto            | [ 12 ] |
| 2012 | "Quero Ser como Tu"              | Ronald                                           | Na Casa dos Profetas          | [ 5 ]  |
| 2009 | "Reina o Senhor"                 | Luiz, Deco                                       | Salmos e Cânticos Espirituais | [ 9 ]  |
| 2003 | "Restitui"                       | Davi, Luiz                                       | Restituição                   | [ 11 ] |
| 2003 | "Sacia-me"                       | Marcell Compan, Luiz, Davi, David Cerqueira      | Toque no Altar                | [ 6 ]  |
| 2009 | "Salmo 3"                        | Luiz, Davi, Deco                                 | Pra Tocar no Manto            | [ 12 ] |
| 2010 | "Sal e Luz"                      | Luiz, Ronald, Deco                               | Entre a Fé e a Razão          | [ 7 ]  |
| 2009 | "Santo"                          | Luiz                                             | Toque no Altar                | [ 6 ]  |
| 2005 | "Se a Tua Voz Ouvir"             | Davi, Ronald, Verônica                           | Deus de Promessas             | [ 10 ] |
| 2009 | "Se não fosse o Senhor"          | Luiz                                             | Salmos e Cânticos Espirituais | [ 9 ]  |
| 2006 | "Senhor e Rei"                   | Ronald, Luiz, Davi, Deco                         | Olha pra Mim                  | [ 13 ] |
| 2006 | "Ser Fiel"                       | Luiz, Deco                                       | Olha pra Mim                  | [ 13 ] |
| 2009 | "Serás Sempre Deus"              | Luiz, Deco                                       | Pra Tocar no Manto            | [ 12 ] |
| 2003 | "Sete Vezes Mais"                | Davi, Luiz                                       | Restituição                   | [ 11 ] |
| 2010 | "Sobre a Terra"                  | Luiz, Ronald, Jamba                              | Entre a Fé e a Razão          | [ 7 ]  |
| 2007 | "Sobre as Águas"                 | Davi, Luiz, Ronald                               | Marca da Promessa             | [ 14 ] |
| 2003 | "Te Adoro Senhor"                | Davi                                             | Toque no Altar                | [ 6 ]  |
| 2009 | "Te Busco Ansiosamente"          | Davi, Jamba                                      | Salmos e Cânticos Espirituais | [ 9 ]  |
| 2009 | "Te Conhecer"                    | Davi, Ronald, Verônica                           | Deus de Promessas             | [ 10 ] |
| 2003 | "Te Louvarei"                    | Kelly Carpenter / Vs. Davi, Ronald               | Toque no Altar                | [ 6 ]  |
| 2009 | "Toca na Rocha"                  | Luiz                                             | Pra Tocar no Manto            | [ 12 ] |
| 2005 | "Toda Sorte de Bênçãos"          | Davi, Ronald, Verônica                           | Deus de Promessas             | [ 10 ] |
| 2003 | "Toque no Altar"                 | Davi, Luiz                                       | Toque no Altar                | [ 6 ]  |
| 2006 | "Trazendo a Arca"                | Ronald, Luiz, Davi, Deco                         | Olha pra Mim                  | [ 13 ] |
| 2012 | "Tu És Fiel"                     | Ronald, Luiz                                     | Na Casa dos Profetas          | [ 5 ]  |
| 2006 | "Tua Graça me Basta"             | Davi, Luiz                                       | Olha pra Mim                  | [ 13 ] |
| 2010 | "Vale a Pena"                    | Davi Fernandes, Jill Viegas e Renato César       | Entre a Fé e a Razão          | [ 7 ]  |
| 2006 | "Vem Promessa"                   |                                                  | Deus de Promessas Ao Vivo     | [ 17 ] |
| 2009 | "Yeshua"                         | Luiz, Ronald                                     | Pra Tocar no Manto            | [ 12 ] |